# 부르즈 알 알람
부르즈 알 알람은 취소된 510m 108층의 마천루이다. 쌍곡 마천루에서 비즈니스 베이의 영역 아랍에미리트 두바이의 프로젝트의 뿌리는 108층 디자인에 불구하고 "포춘 108"이라고 불리며 두바이 마리나에 취소되었다. 이 건물은 크리스탈 꽃을 닮도록 설계 되었으며 2009년 완공되었다면 세계에서 2번째로 높은 건물 이였을 것이다. 이 타워는 포춘 그룹 프로젝트 중에 하나였으며 포춘 베이 및 포춘 타워와 같은 두바이에 여러 프로젝트가 있다. 취소된 건물 계획에는 74층의 사무실 공간, 기지의 소매점 27층의 호텔 및 서비스 아파트가 포함될 예정이다. 5성급 호텔 섹션에는 세계에서 가장 높은 호텔 객실이 포함되며 터키식 목욕탕, 하늘 정원 및 클럽 시설이 포함된 6층 크라운도 있다. 2012년 완공 예정이었던 건물은 2006년 11월 12일 기공식이 이루어졌지만 글로벌 금융 위기로 인해 투자자들의 지급이 지연되면서 2009년 프로젝트는 중단되었다. 공사의 주 계약자는 2012년 공사가 완공 될 예정이라는 보고서를 제출한적이 없다고 밝혔다. 2009년 이후 현장에서 활동의 징후가 없었으며 진행 상황에 대한 추가 진술도 없었다. 재단을 위해 파낸 구덩이는 물로 채울 수 있었으며 2013년 5월 위성지도에 수평이 맞춰진 것으로 나타났다. 2012년 타워의 공식 웹 사이트가 만료되어 현재 도메인 파킹이 되어있다. 2013년 결국 프로젝트는 취소적으로 보류되었다.

## 같이 보기
- 두바이의 마천루 목록
- 아시아의 마천루 목록
- 100층 이상의 마천루 목록